# Eduard Rohn
Eduard Rohn (25. listopadu 1880, Liberec – únor 1947, Jamlitz?) byl učitel, politik německé národnosti, člen NSDAP a starosta města Liberec během druhé světové války.

## Životopis

### Mládí a studia
Eduard Rohn se narodil 25. listopadu 1880 v Liberci. Absolvoval učitelský ústav a krátce vyučoval na obecné škole a později na 1. chlapecké měšťance v Liberci. Během první světové války bojoval na východní frontě. Roku 1921 spoluzakládal Německý svaz učitelů v československém státě a stal se jeho předsedou.

### Politická kariéra
Roku 1922 byl zvolen do zastupitelstva města Liberec za Německou nacionální stranu. Jako člen této strany také kandidoval roku 1929 na starostu města, kde jej však porazil Carl Kostka. Po zákazu DNP roku 1933 se na dva roky odmlčel, poté vstoupil do SdP. V komunálních volbách roku 1938 kandidoval na prvním místě kandidátky SdP. Ta získala 33 mandátů a Eduard Rohn byl uveden do funkce starosty 8. července 1938. V srpnu 1938 jako starosta Liberce doprovázel lorda Runcimana během jeho mise.
Do NSDAP vstoupil 1. listopadu 1938 a stal se členem jednotek SA. 2. prosince spolu s Josefem Porschem osobně vítal Adolfa Hitlera v Liberci.

### Druhá světová válka
Během druhé světové války se účastnil nacistických propagačních akcí, zejména vítání nacistických pohlavárů (Rudolf Hess, Joseph Goebbels, Viktor Lutz). Účastnil se též slavnostního křtu a spuštění na moře ponorky U-206 v Kielu, neboť město Liberec převzalo patronát nad touto ponorkou. Měl také zásluhu na připojení městských částí VI. až XV. Ty byly připojeny 1. května 1939 a byl to Rohnův první a jediný krok k vytvoření tzv. Velkého Liberce.

### Konec války a smrt
7. května 1945 z Liberce brzy ráno uprchl Konrad Henlein. Zástupci národního výboru s Rohnem začali vyjednávat o převzetí radnice. Radnici i moc nad městem předal národnímu výboru ještě 7. května. 9. května byl zatčen vojáky Rudé armády a byl internován v Bautzenu. V září 1946 měl být transportován do pracovního tábora v Jamlitz nedaleko Frankfurtu nad Odrou, kde údajně v únoru 1947 zemřel.